# Druz'ja
Druz'ja (Друзья) è un film del 1938 diretto da Leo Arnštam e Viktor Ėjsymont.